# Fernando Sanhueza Herbage
Fernando Humberto Andrés Sanhueza Herbage (Santiago, 16 de noviembre de 1929-Venezuela, el 12 de septiembre de 2001) fue un arquitecto y político chileno.

## Biografía
Hizo sus estudios secundarios en el Instituto de Humanidades Luis Campino. Ingresó luego a la Universidad Católica de Chile, donde se tituló de Arquitecto en 1955. Ese mismo año recibió una beca del Estado para estudiar en Estados Unidos. Aprovechando su estadía allí, asistió al Congreso Nacional de Estudiantes celebrado en la Universidad de Minneápolis. 
Regresó en 1956, se desempeñó como ayudante y, luego, como Profesor de Arte en la Universidad Católica de Chile hasta 1962. En 1956, además, trabajó en la Sociedad de pinturas de edificios y construcciones (SOPINED) hasta 1959. Asimismo, ejerció la presidencia en la Cooperativa de Vivienda "Ceatoleí" y fue Consejero de TECNICOP.

## Actividad política

### Inicios (1946-1964)
Inició sus actividades políticas tempranamente 1946, al ingresar a la Falange Nacional. Fue Presidente de la Federación de Estudiantes (1953-1954) y Presidente de la Organización de Estudiantes Latinoamericanos (1954). 
Posteriormente actuó como Secretario General del Congreso de Universidades Católicas en Bogotá (1956). Alcanzó luego la Presidencia de la Juventud, la Consejería Nacional y la Secretaría General de la Falange Nacional hasta 1957. Paralelamente, ejerció el cargo de Secretario General, al Primer Congreso Latinoamericano Demócrata Cristiano en 1955. 
En 1958 se inscribió dentro del Partido Demócrata Cristiano. Actuó como Secretario general del Congreso de Universidades Católicas nuevamente, esta vez en Caracas (1959) y luego en Lima (1960), Quito (1961) y Buenos Aires (1962), representando a su nueva colectividad.
Director Nacional de pobladores en la campaña presidencial de Eduardo Frei Montalva. Más tarde fue nombrado dos veces vicepresidente de su partido y Consejero en tres oportunidades. En 1959 fue candidato a Regidor por Santiago, pero no resultó elegido. 

### Gestión parlamentaria (1965-1973)
En 1965 fue elegido diputado por la séptima agrupación departamental de Santiago, correspondiente al Primer Distrito para el período 1965-1969. Integró la Comisión de Educación Pública. 
Reelecto para el período 1969-1973. Ocupó el cargo de Presidente de la Cámara de Diputados el 20 de julio de 1971. Integró la Comisión de Economía, Fomento y Reconstrucción. 
Nuevamente reelecto en 1973, ocupó el cargo de Presidente de la Cámara desde el 15 al 29 de mayo de 1973. Integró la Comisión de Defensa Nacional, Educación Física y Deportes y la de Régimen Interior, Administración y Reglamento, sin embargo, vio interrumpida su labor legislativa debido al golpe de Estado del 11 de septiembre de 1973 y la consecuente disolución del Congreso, el 21 de septiembre de 1973 (D.L. 27 DE 21/09/1973). 
Durante su labor, fue miembro Suplente del Comité Parlamentario de su partido (1965-1966) y miembro Propietario del Comité Parlamentario (1966-1967). Por otra parte, en 1967 fue invitado a la República Federal Alemana y visitó varios países de Europa. En 1972 ocupó el cargo de Presidente de la delegación del Parlamento de Chile en el Congreso Mundial Parlamentario celebrado en Roma. 
Entre las mociones hechas ley están:
- Ley N.°16.936, del 11 de septiembre de 1968, sobre rebaja de pasajes a giras de estudios de alumnos de Liceos y Colegios secundarios;
- Ley N.° 17.171, del 21 de agosto de 1969, correspondiente a libre acceso a representantes a hospitales, instituciones benéficas, a religiones, sectas y congregaciones;
- Ley N.° 17.332, del 27 de agosto de 1970, sobre disposiciones legales, modificación relativo a autorización a empresas para invertir impuestos determinados en Corporación de la Vivienda;
- Ley N.° 17.246, del 20 de noviembre de 1969, relativo a fijación de la jornada de trabajo a personal de la empresa portuaria de Chile.

### Golpe de Estado y exilio (1973-2001)
Durante la dictadura militar (1973-1990) fue un férreo opositor en clandestinidad, siendo perseguido los primeros años debido a su participación en el grupo de los trece, donde manifestaba su oposición al golpe. 
Salió del país en 1977 al exilio, dirigiéndose a Europa, estableciéndose primero en Roma luego en Alemania Oriental.
En Berlín generó lazos con el Partido Socialdemócrata, en 1982 viajó a México a la Cumbre de la Internacional Demócrata Cristiana, estableciéndose por un par de años en la capital mexicana.
Su exilio lo llevó a vivir a Venezuela, sin volver nunca a su país natal. Falleció el 12 de septiembre de 2001 en ese país.

## Historial electoral

### Elecciones parlamentarias de 1969
- Elecciones parlamentarias de 1969 para la 7ª Agrupación Departamental, Santiago.[2]

(Se consideran solo diez primeras mayorías, sobre 18 diputados electos)

### Elecciones parlamentarias 1973
- Elecciones Parlamentarias de 1973 para la 7ª Agrupación Departamental, Santiago.[3]